# Маседон (Њујорк)
Маседон (енгл. Macedon) град је у америчкој савезној држави Њујорк.

## Демографија
По попису из 2010. године број становника је 1.523, што је 27 (1,8%) становника више него 2000. године.
| Група             | 2000.         | 2010.         |
| Белци             | 1.451 (97,0%) | 1.440 (94,6%) |
| Афроамериканци    | 15 (1,0%)     | 18 (1,2%)     |
| Азијати           | 14 (0,9%)     | 11 (0,7%)     |
| Хиспаноамериканци | 5 (0,3%)      | 27 (1,8%)     |
| Укупно            | 1.496         | 1.523         |